# Knjige u 1929.
◄◄ | ◄ | 1926. | 1927. | 1928. | 1929.  | 1930. | 1931. | 1932. | ► | ►►
Arhitektura • Astronomija • Biologija • Film • Fotografija • Glazba • Kazalište • Kemija • Kiparstvo • Knjige • Književnost • Kršćanstvo • Meteorologija • Medicina • Planinarstvo • Politika • Pravo • Promet • Slikarstvo • Strip • Šport • Televizija • Znanost • Zrakoplovstvo • Željeznički promet
Knjige u 1929.

## Svijet
- 29. siječnja izašao zadnji nastavak romana Na zapadu ništa novo  E. M. Remarquea.
- Izašao katolički klasik Brak: otajstvo vjerne ljubavi njemačkog filozofa, duhovnog pisca i križara antinacizma Dietricha von Hildebranda. Od pojave je dalekosežno utjecala na društvo i na Crkvu.[1]

## Hrvatska i u Hrvata
- Izašao prvi prijevod na hrvatskome jeziku romana Na zapadu ništa novo E. M. Remarquea, prevoditelja Frana Šojata, u izdanju Nakladnog zavoda Neve iz Zagreba. Naslovnicu ilustrirao Sergej Mironović.[2]

## Vanjske poveznice
|  | Zajednički poslužitelj ima još gradiva o temi Knjige iz 1929. |